# Tenedos gabi
Espèce
Tenedos gabi est une espèce d'araignées aranéomorphes de la famille des Zodariidae.

## Distribution
Cette espèce est endémique de Colombie. Elle se rencontre dans les départements de Valle del Cauca et de Quindío.

## Description
Le mâle holotype mesure 3,71 mm et la femelle paratype 4,11 mm, les mâles mesurent de 3,71 à 3,88 mm et les femelles de 3,98 à 4,01 mm.

## Systématique et taxinomie
Cette espèce a été décrite par Martínez et Brescovit en 2023.

## Étymologie
Cette espèce est nommée en l'honneur de Gabriel Cabra.

## Publication originale
- Martínez, Brescovit & Martínez, 2023 : « Revealing the diversity of ant-eating spiders in Colombia II: morphology, distribution, and taxonomy of the trilobatus group of the genus Tenedos O. Pickard-Cambridge, 1897 (Araneae: Zodariidae). » Zootaxa, no 5328(1), p. 1-66.